# Rachel Weisz
Rachel Weisz (sinh ngày 7 tháng 3 năm 1970) là một nữ diễn viên người Anh. Cô đã nhận được giải Oscar cho nữ diễn viên phụ xuất sắc nhất với vai diễn trong phim The Constant Gardener, đồng thời được biết đến nhiều nhất qua vai Evelyn "Evy" Carnahan-O'Connell trong hai bộ phim The Mummy và The Mummy Returns.

## Sự nghiệp
Mới 14 tuổi, Rachel đã là người mẫu và làm quen với công việc diễn xuất trong thời gian theo học ngành tiếng Anh tại trường đại học danh tiếng Cambridge. Cô đã có thể là diễn viên khi mới 14 tuổi nếu như cha mẹ cô đồng ý, vì cha mẹ cô không đồng ý cho cô tham gia bộ phim King David được mời đóng.
Đến năm 1996, cô tham gia bộ phim Stealing Beauty và chính thức bước chân vào làng điện ảnh. Bộ phim đã mang lại niềm đam mê điện ảnh trong cô.
Bộ phim truyền hình đầu tiên cô tham gia diễn xuất là The Scarlet and the Black. Và trong thời điểm đó cô tham gia bộ phim nhựa đầu đời Death Machine. Trước khi nổi tiếng tại Hollywood, cô đã có tiếng tại quê hương của mình là nước Anh.

## Nhận định & tài năng
Rachel là một tài năng diễn xuất với đa dạng nhiều loại tính cách trong từng bộ phim cô tham gia diễn xuất, khi thì cô là một điệp viên mạnh mẽ và khôn ngoan trong những bộ phim hành động, khi thì cô là người phụ nữ đa sầu đa cảm trong những bộ phim tâm lý học, khi thì cô lại hài hước và gây cho khán giả những tràng cười trong những bộ phim hài, có khi cô lại là một cô gái sôi nổi trẻ trung trong những bộ phim dành cho thế hệ trẻ...
Cô luôn luôn chứng minh nhan sắc của mình đi song hành với tài năng và sự thông minh, khổ luyện.

## Những vai diễn
| Năm  | Phim                                                          | Vai                                          | Ghi chú       |
| ---- | ------------------------------------------------------------- | -------------------------------------------- | ------------- |
| 1994 | Death Machine                                                 | Junior Executive                             |               |
| 1996 | Chain Reaction                                                | Dr. Lily Sinclair                            |               |
| 1996 | Stealing Beauty                                               | Miranda Fox                                  |               |
| 1997 | Bent                                                          | Prostitute                                   |               |
| 1997 | Going All the Way                                             | Marty Pilcher                                |               |
| 1997 | Swept from the Sea                                            | Amy Foster                                   |               |
| 1997 | I Want You                                                    | Helen                                        |               |
| 1998 | The Land Girls                                                | Ag (Agapanthus)                              |               |
| 1999 | The Mummy                                                     | Evelyn "Evy" Carnahan                        |               |
| 1999 | Sunshine                                                      | Greta                                        |               |
| 2000 | Beautiful Creatures                                           | Petula                                       |               |
| 2000 | This Is Not an Exit: The Fictional World of Bret Easton Ellis | Lauren Hynde                                 |               |
| 2001 | Enemy at the Gates                                            | Tania Chernova                               |               |
| 2001 | The Mummy Returns                                             | Evelyn Carnahan O'Connell/Princess Nefertiri |               |
| 2002 | About a Boy                                                   | Rachel                                       |               |
| 2003 | Confidence                                                    | Lily                                         |               |
| 2003 | The Shape of Things                                           | Evelyn Ann Thompson                          |               |
| 2003 | Runaway Jury                                                  | Marlee                                       |               |
| 2004 | Envy                                                          | Debbie Dingman                               |               |
| 2005 | Constantine                                                   | Angela Dodson/Isabel Dodson                  |               |
| 2005 | The Constant Gardener                                         | Tessa Quayle                                 |               |
| 2006 | The Fountain                                                  | Izzi                                         |               |
| 2006 | Eragon                                                        | Saphira (lồng tiếng)                         |               |
| 2007 | Fred Claus                                                    | Wanda                                        |               |
| 2007 | My Blueberry Nights                                           | Sue Lynn                                     |               |
| 2008 | Definitely, Maybe                                             | Summer Hartley                               |               |
| 2008 | The Brothers Bloom                                            | Penelope                                     |               |
| 2009 | The Lovely Bones                                              | Abigail Salmon                               |               |
| 2009 | Agora                                                         | Hypatia                                      |               |
| 2010 | The Whistleblower                                             | Kathryn Bolkovac                             |               |
| 2010 | The Simpsons (TV Series)                                      | Dr. Thurmond                                 |               |
| 2011 | Page Eight (TV Movie)                                         | Nancy Pierpan                                |               |
| 2011 | 360                                                           | Rose                                         |               |
| 2011 | The Deep Blue Sea                                             | Hester Collyer                               |               |
| 2011 | Dream House                                                   | Libby                                        |               |
| 2012 | The Bourne Legacy                                             | Dr. Marta Shearing                           |               |
| 2013 | Oz the Great and Powerful                                     | Evanora                                      |               |
| 2015 | The Lobster                                                   | Short Sighted Woman                          |               |
| 2015 | Youth                                                         | Lena Ballinger                               |               |
| 2016 | Complete Unknown                                              | Alice                                        |               |
| 2016 | My Cousin Rachel                                              | Rachel                                       | Tiền sản xuất |
| 2016 | Denial                                                        | Deborah Lipstadt                             | Hậu sản xuất  |
| 2016 | Deep Water                                                    | Clare Crowhurst                              | Hậu sản xuất  |
| 2016 | The Light Between Oceans                                      | Hannah Roennfeldt                            | Hoàn thành    |
| 2017 | The Favourite                                                 | Sarah, Duchess of Marlborough                | Tiền sản xuất |

## Giải thưởng và vinh danh
- Nữ diễn viên phụ xuất sắc nhất - Giải thưởng của Hiệp hội diễn viên Mỹ (SAG Awards) năm 2006.
- Giải Oscar cho nữ diễn viên phụ xuất sắc nhất (với vai Tessa Quayle trong bộ phim The Constant Gardener )

Ngoài 40 vai diễn lớn nhỏ và hàng chục giải thưởng, Rachel còn là một trong những ngôi sao "phủ sóng" dày đặc nhất trên tất cả các tạp chí danh tiếng thế giới. Năm 2007, Rachel Weisz được tạp chí Empire chọn vào top 100 ngôi sao hấp dẫn nhất trong lịch sử phim ảnh thế giới. Năm 2002, cô được xếp hạng 30 trong top 102 phụ nữ sexy nhất thế giới của tạp chí Stuff. Mới đây, Rachel Weisz đứng hạng 85 trong top 100 phụ nữ được khao khát nhất thế giới 2008 do Askmen chọn lựa.